# Alchemilla fulgens
Alchemilla fulgens é uma espécie de rosácea do gênero Alchemilla, pertencente à família Rosaceae.